# Niederländische Rugby-Union-Nationalmannschaft
Die niederländische Rugby-Union-Nationalmannschaft (niederländisch Nederlands rugbyteam) ist die Nationalmannschaft der Niederlande in der Sportart Rugby Union und repräsentiert das Land bei allen Länderspielen (Test Matches) der Männer. Die Mannschaft trägt den Spitznamen „Oranje“. Die organisatorische Verantwortung trägt der 1932 gegründete Verband Rugby Nederland (RN). Vom Weltverband World Rugby werden die Niederlande in die dritte Stärkeklasse (third tier) eingeteilt. Das Team spielt in der Rugby Europe Championship, der ersten Division der Europameisterschaft des Kontinentalverbandes Rugby Europe.
Das erste inoffizielle Länderspiel fand 1930 gegen Belgien statt; das erste Test Match folgte zwei Jahre später. In den folgenden Jahren spielten beide Mannschaften regelmäßig gegeneinander. Zu den weiteren Gegnern der Anfangszeit gehörten auch Deutschland und Rumänien. 1934 gehörte der niederländische Verband zu den Gründungsmitgliedern der Fédération internationale de rugby amateur (FIRA; heute Rugby Europe), die damals als Konkurrentin zum angelsächsisch dominierten International Rugby Football Board (IRFB; heute World Rugby) auftrat. Seit den 2000er Jahren hat sich der Rugbysport in den Niederlanden stetig weiterentwickelt, so dass die Auswahl mittlerweile regelmäßig 1.000 Zuschauer zu den Heimspielen anzieht. Die meisten Spiele der Niederlande finden im Rahmen der Europameisterschaften statt. Der größte Erfolg der Nationalmannschaft sind der Aufstieg in die erste Division 2020. Bisher konnte sich die Mannschaft noch nicht für eine Weltmeisterschaft qualifizieren. Traditionell spielen die Niederlande in orangen Trikots, blauen Hosen und orangen Socken.

## Organisation
Verantwortlich für die Organisation von Rugby Union in den Niederlanden ist der Verband Rugby Nederland (RN), bis 2014 Nederlandse Rugby Bond (NRB) genannt. Der NRB wurde 1932 gegründet und 1988 Vollmitglied des International Rugby Football Board (IRFB; heute World Rugby). Der niederländische Verband war außerdem im Jahr 1934 Gründungsmitglied des Kontinentalverbandes Fédération internationale de rugby amateur (FIRA; heute Rugby Europe).
Die höchste Rugby-Union-Liga in den Niederlanden ist die 1935 gegründete Ereklasse mit acht Mannschaften, in der um die Niederländische Rugby-Meisterschaft gespielt wird. Ein Großteil der für die Nationalmannschaft antretenden Spieler speist sich aus dieser Liga, weitere Spieler sind vor allem in Frankreich tätig. In den Niederlanden tätige Nationalspieler gehören meist der professionellen Mannschaft The Delta an, die seit 2021 am Rugby Europe Super Cup teilnimmt.
Neben der eigentlichen Nationalmannschaft ruft Rugby Nederland weitere Auswahlmannschaften zusammen. Wie andere Rugbynationen verfügen die Niederlande über eine U-20-Nationalmannschaft, die an den entsprechenden Europa- und Weltmeisterschaften teilnimmt. Hinzu kommt die Siebener-Rugby-Nationalmannschaft. Kinder und Jugendliche werden bereits in der Schule an den Rugbysport herangeführt und je nach Interesse und Talent beginnt dann die Ausbildung.

## Geschichte

### Einführung und Verbreitung von Rugby
Rugby wird in den Niederlanden seit 1918 gespielt, in den Anfangszeiten jedoch nur bei einer Handvoll Klubs. Ab 1915 wurden während des Ersten Weltkrieges, bei dem sich die Niederlande neutral verhielten, zahlreiche britische Offiziere interniert. Diese spielten Rugby gegen südafrikanische Austauschstudenten, wodurch niederländische Studenten erstes Interesse an diesem Sport zeigten. 1918 wurde mit dem Delftsche Studenten Rugby-Club (DSR-C) der älteste Rugbyklub der Niederlande gegründet. Am 7. September 1920 war der DSR-C an der Gründung des Verbandes Nederlandsche Rugbybond (NRB) beteiligt, zusammen mit der Amsterdamse Studenten Rugby Vereniging und dem Groningsche Studenten Rugby Club Forward (die Rugbyabteilung der Groningse Voetbalvereniging „Forward“). Später kam der Rotterdamse Club RSSV hinzu. Der Verband löste sich jedoch nach wenigen Jahren wieder auf, da in den Nachkriegsjahren die ausländischen Truppen wieder abzogen und die Verbände die Organisation von Spielen einstellten. Der DSR-C blieb als einziger Klub übrig, wodurch kein Bedarf mehr für einen Verband bestand. Nach Angaben des heutigen Verbandes Rugby Nederland wurde sein Vorgänger 1923 aufgelöst, die Leidsch Dagblad berichtete jedoch noch 1924 über eine Verbandsentscheidung, wonach die Rugbyspieler nicht am Rugbyturnier der Olympischen Sommerspiele 1924 in Paris teilnehmen wollten.
Die Niederlande bestritten am 1. Juli 1930 ihr erstes Rugbyspiel in Den Haag, verloren jedoch mit 0:6 gegen Belgien, womit die bis heute andauernde Rivalität mit dem südlichen Nachbarn begann. Im weiteren Verlauf desselben Jahres folgte das zweite Spiel in Brüssel, das mit 0:11 verloren ging. Beide Spiele werden von Rugby Nederland nicht als offizielle Test Matches anerkannt, da sowohl der niederländische als auch der belgische Rugbyverband noch nicht existierten. Das erste offizielle Test Match fand laut Rugby Nederland am 13. März 1932 in Amsterdam wieder gegen Belgien statt und endete 6:6 unentschieden. Gemäß dem niederländischen Verband dürfte dieses Spiel ebenso wenig als Test Match gezählt werden; da jedoch der belgische Verband bereits gegründet worden und die Gründung des niederländischen Verbandes weit vorangeschritten war, wird es dennoch als Test Match anerkannt. Am 1. Oktober 1932 wurde in Amsterdam ein neuer Verband unter dem Namen Nederlandsche Rugbybond gegründet (später Nederlandse Rugby Bond; heute Rugby Nederland). Das vierte Spiel am 18. Dezember 1932 in Eindhoven gegen Deutschland, das 11:24 verloren ging, war das erste Test Match nach der Verbandsgründung. Bis 1937 trafen die Niederländer jährlich auf die Belgier und konnten jede Begegnung für sich entscheiden.
1934 gehörte der NRB zu den Gründungsmitgliedern der Fédération internationale de rugby amateur (FIRA; heute Rugby Europe), die als Konkurrentin zum angelsächsisch dominierten International Rugby Football Board (IRFB; heute World Rugby) auftrat. Dennoch blieben internationale Begegnungen eine Seltenheit. Ein Jahr später wurde die Ereklasse, die niederländische Rugbymeisterschaft, erstmals ausgetragen. 1937, beim zweiten FIRA-Turnier in Paris (dem Vorläufer der Europameisterschaft), unterlagen die Niederländer im Spiel um Platz fünf Belgien.

### Regelmäßige internationale Kontakte

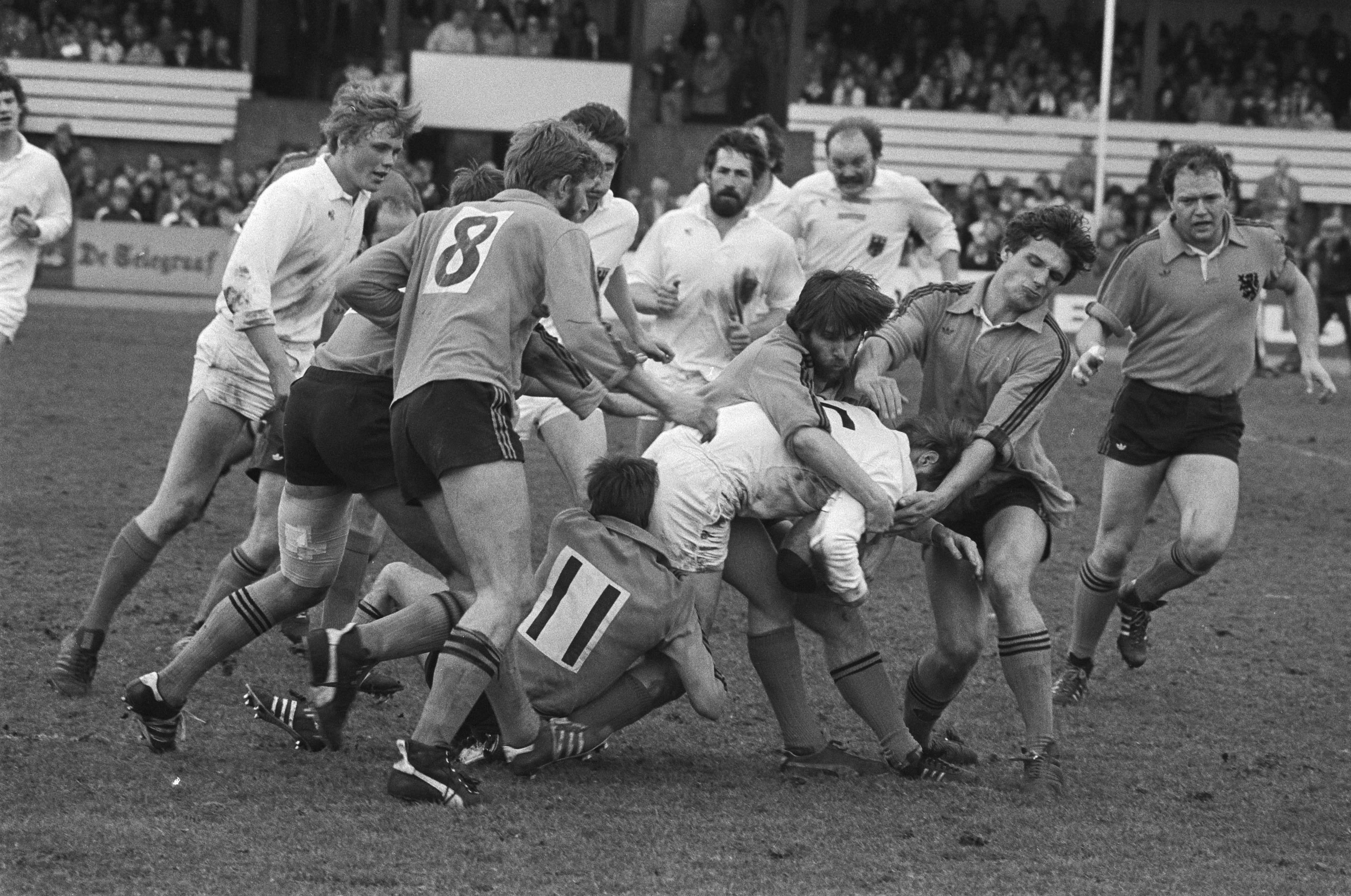
Test Match gegen Westdeutschland in Hilversum (1980)

Nach dem Ende des Zweiten Weltkrieges spielte die niederländische Mannschaft Ende der 1940er Jahre ausschließlich gegen Belgien. Noch 1952 beklagte man sich darüber, dass es langweilig sei, immer auf dieselben Gegner zu treffen. In den 1960er Jahren begann das niederländische Rugby ein starkes Wachstum zu zeigen. 1963 erwies sich der Kauf von Spielerhosen noch als Herausforderung. Sechs Jahre später gab es im Land bereits 2.500 registrierte Spieler sowie regelmäßige Berichterstattung an Sonntagabenden; ebenso eröffnete der südafrikanische Verbandspräsident Danie Craven ein nationales Rugbyzentrum. In diesen sechs Jahren vervierfachten sich die Spielerzahlen. Bis 1969 trugen die Niederländer mindestens ein jährliches Freundschaftsspiel gegen den südlichen Nachbarn aus.
Als die FIRA die Europameisterschaft nach über zehnjähriger Pause wiederbelebte (mit Beteiligung nordafrikanischer Länder), traten die Niederländer in der zweiten Division an. Beim FIRA-Nationenpokal 1965/66 schieden sie im Halbfinale gegen Belgien aus. Beim FIRA-Nationenpokal 1966/67 belegte die Mannschaft nach Niederlagen gegen die Tschechoslowakei und Spanien sowie der Absage der Partie gegen Marokko den letzten Gruppenplatz. 1967/68 unterlagen sie Polen und gewannen gegen Schweden. 1968/69 verpasste das Team nach einer Niederlage gegen Belgien die Finalrunde. 1969/70 kamen die Niederlande nicht über die Gruppenphase hinaus.
Nach einer Restrukturierung der Europameisterschaft verblieben die Niederländer beim FIRA-Pokal 1974/75 in der zweiten Division und belegten den zweiten Platz unter vier Teilnehmern, womit sie in die erste Division aufstiegen. In der ersten Division des FIRA-Pokals 1975/76 trafen sie unter anderem erstmals auf Italien, belegten jedoch den letzten Gruppenplatz, was den direkten Wiederabstieg bedeutete. 1976/77 belegten sie den dritten Platz unter fünf Teilnehmern. Bis auf einen Ausflug in die dritte Division beim FIRA-Pokal 1984/85 verblieben die Niederländer nach einer weiteren Restrukturierung, als die FIRA die zweite und dritte Division zusammenlegte, drittklassig.
Im Jahr 1985 beschloss der IRFB, der damals noch sehr exklusiv war und nur acht Mitglieder zählte, die Einführung der Weltmeisterschaft. Für die erste Austragung 1987 vergab er neun Startplätze durch Einladungen, wobei die Niederlande unberücksichtigt blieben. 1988 wurden die Niederländer in den IRFB aufgenommen und nehmen infolgedessen seitdem an WM-Qualifikationen teil. Sie beteiligten sich 1991 erstmals an der Qualifikation zur Weltmeisterschaft 1991. In dieser erreichten sie die dritte Runde der europäischen Qualifikation, erreichten dort jedoch nur den vierten Platz, nachdem sie alle ihre drei Spiele verloren hatten. Die FIRA nahm erneut eine Restrukturierung der Europameisterschaft vor, jedoch gehörten die Niederlande im FIRA-Pokal 1994–1997 weiterhin der zweiten Division an. In der Qualifikation zur Weltmeisterschaft 1995 gelang der Mannschaft zwar ein Sieg gegen Tschechien, sie wurde aber von Italien deklassiert.
Die Jahre 1997 bis 1999 waren eine Ära des Umbruchs im europäischen Rugby, da sich die FIRA einerseits dem IRFB als Kontinentalverband unterordnete und sich gleichzeitig von ihren außereuropäischen Mitgliedern trennte. Außerdem nahmen mit Frankreich und Italien die beiden stärksten Teams nicht mehr an Europameisterschaften teil. Aus diesen Gründen fanden stattdessen Ersatzturniere statt, die nicht den Status von Kontinentalmeisterschaften hatten. Beim FIRA-Turnier 1996/97 erreichten die Niederländer den elften Platz unter zwölf Teilnehmern. Bei der anschließenden Qualifikation für die Weltmeisterschaft 1999, die im Winterhalbjahr 1997/98 stattfand, erreichten sie die Barrage, unterlagen dort jedoch Südkorea mit einem Gesamtergebnis von 45:108.
Am 14. November 1998 erlitt die Niederlande gegen England ihre größte Niederlage, ein 0:110 im Alfred McAlpine Stadium in Huddersfield. Beim European Nations Cup 1999/2000, der ersten Austragung der Europameisterschaft in einem neuen Format, begannen die Niederländer in der ersten Division. Sie gewannen zwar das Spiel gegen Portugal, verloren aber die übrigen Partien gegen Spanien, Rumänien und Georgien.

### Im neuen Millennium

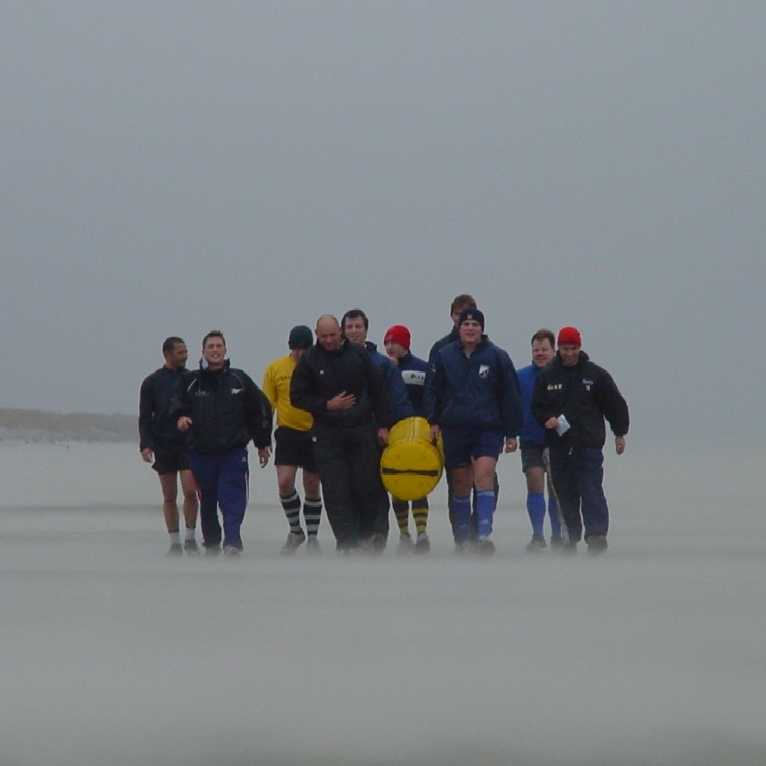
Die niederländische Nationalmannschaft (Januar 2008)

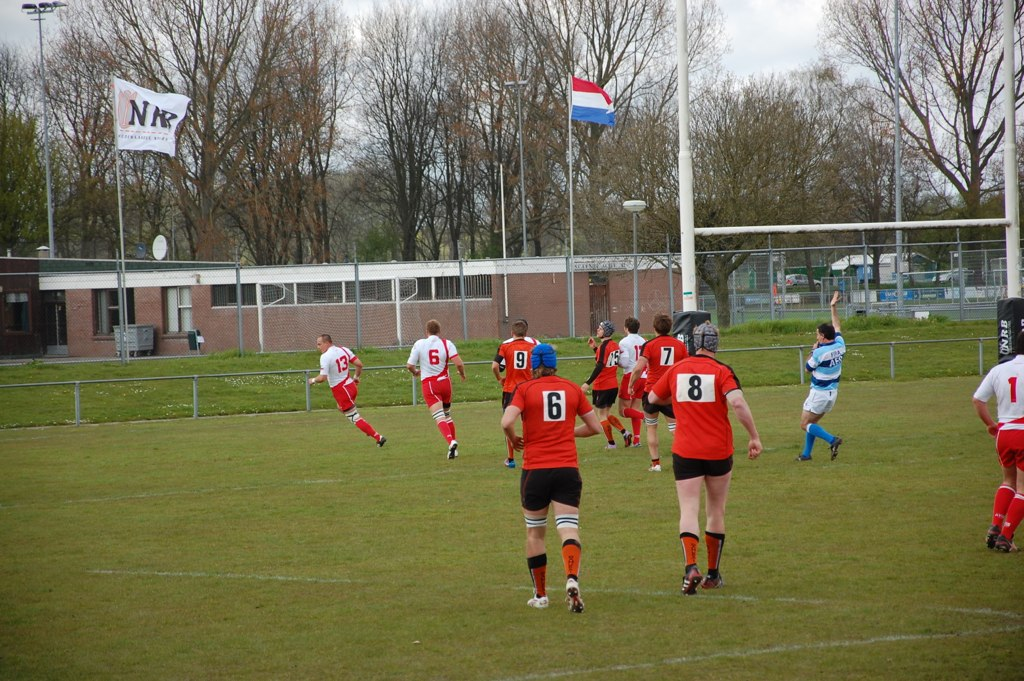
Die Niederlande gegen Polen während des European Nations Cup 2010–2012

In der Anfangszeit des professionellen Rugbys tat sich die Mannschaft zunächst schwer. Neue talentierte Spieler wie Bart Viguurs, Allard Jonkers, Rik Roovers und Koeraad Buseman sorgten jedoch für eine Wiederbelebung. Der European Nations Cup 2000/01 und der European Nations Cup 2001/02 dienten gleichzeitig als erste und zweite Runde der Qualifikation zur Weltmeisterschaft 2003. Die Niederländer erreichten als Teilnehmer der ersten Division die dritten Runde, in der sie jedoch Tschechien und Russland unterlagen.
Beim European Nations Cup 2002–2004 belegten die Niederländer wiederum den dritten Platz ihrer Gruppe. Die Ergebnisse des European Nations Cup 2004–2006 flossen in die Qualifikation für die Weltmeisterschaft 2007 ein. Diese beendete das Team in der zweiten Runde, nachdem es dort den dritten Platz erreicht hatte. Den European Nations Cup 2006–2008 beendeten die Niederländer auf dem letzten Platz und stiegen somit in die Division 2B ab. Beim European Nations Cup 2008–2010, dessen Ergebnisse in die Qualifikation für die Weltmeisterschaft 2011 einflossen, erreichten die Niederlande den Aufstieg in die Division 1B. In der WM-Qualifikation schied die Mannschaft dagegen im europäischen Play-off gegen Litauen aus.
Die Division 1B des European Nations Cup 2010–2012 verlief für die Niederländer enttäuschend. Da sie nur eines ihrer zehn Spiele gewinnen konnten, stiegen sie für die European Nations Cup 2012–2014 in die Division 2A ab. In der Saison 2010–11 verloren sie alle fünf Spiele, das erste gegen Tschechien mit 13:25, gefolgt von einer 10:29-Niederlage gegen Deutschland. Die anderen Spiele gegen Polen, Belgien und Moldawien verloren sie mit 18:32, 18:30 bzw. 15:22. Die Saison 2011–12 begann mit einer weiteren 7:23-Niederlage gegen Deutschland, gefolgt von einer 10:22-Niederlage gegen Tschechien und einer 3:58-Deklassierung durch Belgien. Danach war ihr 40:26-Sieg gegen Moldawien der einzige Lichtblick, obschon dies nichts mehr am letzten Platz änderte und sie das enttäuschende Jahr mit einer 19:32-Niederlage gegen Polen abschlossen. In der anschließenden Qualifikation zur Weltmeisterschaft 2015 erreichte die Mannschaft das europäische Play-off, scheiterte in diesem aber an Deutschland.
Als sich der europäische Verband 2014 in Rugby Europe umbenannte, benannte sich der niederländische Verband diesen Beispiel folgend in Rugby Nederland um. In der Division 1B des European Nations Cup 2014–2016 erreichten die Niederlande den vierten Platz. Nach einer weiteren Formatänderung der Europameisterschaft traten sie in der zweithöchsten Rugby Europe Trophy 2017 an. Deren Ergebnisse zählten ebenso wie jene der Rugby Europe Trophy 2018 als Qualifikation für die Weltmeisterschaft 2019. Die junge und weniger physisch starke Mannschaft erreichte mit dem zweiten Platz einen der bisher besten Turnierverläufe für die Niederlande. Damit verpasste sie jedoch das europäische Qualifikationsplayoff.

### Aktuelle Entwicklung
Die Mannschaft beendete die Rugby Europe Trophy 2019 zum dritten Mal in Folge auf dem zweiten Platz hinter Portugal. Die Rugby Europe Trophy 2020 beendeten die Niederländer unbesiegt, womit sie den ersten Gruppenplatz erreichten und ein Relegationsplatz gegen die Belgier bestreiten durften. Dieses gewannen sie denkbar knapp mit 23:21, womit sie in die Rugby Europe Championship aufstiegen und gleichzeitig die Chance erhielten, um einen Platz bei der Weltmeisterschaft 2023 zu spielen. Sowohl die Rugby Europe Championship 2021 als auch die Rugby Europe Championship 2022, die zur WM-Qualifikation zählten, beendeten sie auf dem letzten Platz. Ab März 2020 musste der internationale Spielbetrieb wegen der COVID-19-Pandemie bis Oktober 2021 ruhen. In der Rugby Europe International Championships 2022/23 belegte die Mannschaft den fünften Platz unter acht Teilnehmern. In der Rugby Europe International Championships 2023/24 belegten die Niederländer ebenfalls den fünften Platz, was für den Klassenerhalt ausreichend war. Im Rahmen des Turnieres gelang den Niederländern beinahe ein überraschender Heimsieg gegen Spanien, als sie sich denkbar knapp mit 18:20 geschlagen geben mussten. Bei der Rugby Europe International Championships 2024/25 erreichte das Team den sechsten Platz, womit es die Qualifikation zur Weltmeisterschaft 2027 verpasste.

## Trikot, Logo und Spitzname
Die Nationalmannschaft der Niederlande spielt traditionell in orangen Trikots, blauen Hosen und orangen Socken. Das Auswärtstrikot ist dunkelblau mit dunkelblauen Hosen und orangen Socken.
Aktueller Trikotausrüster der niederländischen Nationalmannschaft ist der italienische Sportartikelhersteller Erreà, Trikotsponsor ist die niederländische Matrix. Auf den Trikots erscheint das Verbandslogo auf der rechten Seite, das Ausrüsterlogo links und das Sponsorenlogo in der Mitte.
Das Logo von Rugby Nederland zeigt einen Rugbyball in der Form einer Tulpe in Orange mit der Abkürzung N.R.B. rechts daneben. Der Spitzname der niederländischen Nationalmannschaft lautet Oranje, abgeleitet von den orangefarbenen Trikots und dem Königshaus Oranien-Nassau. Der Ursprung lag in der französischen Grafschaft Orange, das Wilhelm I. von Oranien-Nassau erbte. Er führte im 16. Jahrhundert die Niederländer in die Unabhängigkeit von den Spaniern. Ihm ist auch die Nationalhymne „Het Wilhelmus“ gewidmet und Orange wurde zur Nationalfarbe der Niederlande.

## Stadion
Das Heimstadion der niederländischen Nationalmannschaft ist das Nationaal Rugby Centrum Amsterdam mit einer Kapazität von 5.000 Zuschauern. Es wurde 1997 eröffnet und dient auch als Verbandssitz von Rugby Nederland.

## Test Matches
Die Niederlande hat 154 ihrer bisher 339 Test Matches gewonnen, was einer Gewinnquote von 45,43 % entspricht. Die Statistik der Test Matches der Niederlande gegen alle Nationen, alphabetisch geordnet, ist wie folgt (Stand Ende März 2025):
| Land             | Spiele | Gewonnen | Unent- schieden | Verloren | % Siege |
| ---------------- | ------ | -------- | --------------- | -------- | ------- |
| Andorra          | 3      | 3        | 0               | 0        | 100,00  |
| Belgien          | 75     | 30       | 4               | 41       | 40,00   |
| Botswana         | 1      | 1        | 0               | 0        | 100,00  |
| Bulgarien        | 1      | 1        | 0               | 0        | 100,00  |
| Chile            | 1      | 1        | 0               | 0        | 100,00  |
| Dänemark         | 9      | 7        | 1               | 1        | 77,78   |
| DDR              | 1      | 0        | 0               | 1        | 0,00    |
| Deutschland      | 46     | 18       | 1               | 28       | 39,13   |
| England          | 1      | 0        | 0               | 1        | 0,00    |
| Georgien         | 9      | 1        | 0               | 8        | 11,11   |
| Hongkong         | 1      | 1        | 0               | 0        | 100,00  |
| Israel           | 2      | 0        | 0               | 0        | 0,00    |
| Italien          | 4      | 0        | 0               | 4        | 0,00    |
| Japan            | 1      | 1        | 0               | 0        | 100,00  |
| Jugoslawien      | 5      | 4        | 0               | 1        | 80,00   |
| Kanada           | 1      | 0        | 0               | 1        | 0,00    |
| Kroatien         | 5      | 4        | 0               | 1        | 80,00   |
| Lettland         | 3      | 3        | 0               | 0        | 100,00  |
| Litauen          | 6      | 5        | 0               | 1        | 83,33   |
| Malta            | 4      | 4        | 0               | 0        | 100,00  |
| Marokko          | 7      | 4        | 0               | 3        | 57,14   |
| Moldau           | 10     | 5        | 0               | 5        | 50,00   |
| Polen            | 26     | 10       | 2               | 14       | 38,46   |
| Portugal         | 17     | 3        | 1               | 13       | 17,65   |
| Rumänien         | 8      | 0        | 0               | 8        | 0,00    |
| Russland         | 6      | 1        | 0               | 5        | 16,67   |
| Schweden         | 22     | 21       | 0               | 1        | 95,45   |
| Schweiz          | 9      | 8        | 1               | 0        | 88,89   |
| Simbabwe         | 1      | 0        | 0               | 1        | 0,00    |
| Sowjetunion      | 1      | 0        | 0               | 1        | 0,00    |
| Spanien          | 20     | 0        | 1               | 19       | 0,00    |
| Südkorea         | 2      | 1        | 0               | 1        | 50,00   |
| Tschechien       | 11     | 6        | 0               | 5        | 54,54   |
| Tschechoslowakei | 5      | 1        | 0               | 4        | 20,00   |
| Tunesien         | 5      | 4        | 0               | 1        | 80,00   |
| Uganda           | 1      | 1        | 0               | 0        | 100,00  |
| Ukraine          | 9      | 3        | 0               | 6        | 33,33   |
| Gesamt           | 339    | 154      | 11              | 174      | 45,43   |

## Erfolge

### Weltmeisterschaften
Die Niederlande konnte sich noch nicht für eine Weltmeisterschaft qualifizieren.
| Jahr | Resultat                                                             | Spiele                                                               | Siege                                                                | Unent.                                                               | Ndlg.                                                                | +/-                                                                  | Punkte                                                               |
| ---- | -------------------------------------------------------------------- | -------------------------------------------------------------------- | -------------------------------------------------------------------- | -------------------------------------------------------------------- | -------------------------------------------------------------------- | -------------------------------------------------------------------- | -------------------------------------------------------------------- |
| 1987 | nicht eingeladen                                                     | nicht eingeladen                                                     | nicht eingeladen                                                     | nicht eingeladen                                                     | nicht eingeladen                                                     | nicht eingeladen                                                     | nicht eingeladen                                                     |
| 1991 | nicht qualifiziert (3. Qualifikationsrunde)                          | nicht qualifiziert (3. Qualifikationsrunde)                          | nicht qualifiziert (3. Qualifikationsrunde)                          | nicht qualifiziert (3. Qualifikationsrunde)                          | nicht qualifiziert (3. Qualifikationsrunde)                          | nicht qualifiziert (3. Qualifikationsrunde)                          | nicht qualifiziert (3. Qualifikationsrunde)                          |
| 1995 | nicht qualifiziert (2. Qualifikationsrunde)                          | nicht qualifiziert (2. Qualifikationsrunde)                          | nicht qualifiziert (2. Qualifikationsrunde)                          | nicht qualifiziert (2. Qualifikationsrunde)                          | nicht qualifiziert (2. Qualifikationsrunde)                          | nicht qualifiziert (2. Qualifikationsrunde)                          | nicht qualifiziert (2. Qualifikationsrunde)                          |
| 1999 | nicht qualifiziert (2. Qualifikationsrunde)                          | nicht qualifiziert (2. Qualifikationsrunde)                          | nicht qualifiziert (2. Qualifikationsrunde)                          | nicht qualifiziert (2. Qualifikationsrunde)                          | nicht qualifiziert (2. Qualifikationsrunde)                          | nicht qualifiziert (2. Qualifikationsrunde)                          | nicht qualifiziert (2. Qualifikationsrunde)                          |
| 2003 | nicht qualifiziert (3. Qualifikationsrunde)                          | nicht qualifiziert (3. Qualifikationsrunde)                          | nicht qualifiziert (3. Qualifikationsrunde)                          | nicht qualifiziert (3. Qualifikationsrunde)                          | nicht qualifiziert (3. Qualifikationsrunde)                          | nicht qualifiziert (3. Qualifikationsrunde)                          | nicht qualifiziert (3. Qualifikationsrunde)                          |
| 2007 | nicht qualifiziert (3. Qualifikationsrunde)                          | nicht qualifiziert (3. Qualifikationsrunde)                          | nicht qualifiziert (3. Qualifikationsrunde)                          | nicht qualifiziert (3. Qualifikationsrunde)                          | nicht qualifiziert (3. Qualifikationsrunde)                          | nicht qualifiziert (3. Qualifikationsrunde)                          | nicht qualifiziert (3. Qualifikationsrunde)                          |
| 2011 | nicht qualifiziert (3. Qualifikationsrunde)                          | nicht qualifiziert (3. Qualifikationsrunde)                          | nicht qualifiziert (3. Qualifikationsrunde)                          | nicht qualifiziert (3. Qualifikationsrunde)                          | nicht qualifiziert (3. Qualifikationsrunde)                          | nicht qualifiziert (3. Qualifikationsrunde)                          | nicht qualifiziert (3. Qualifikationsrunde)                          |
| 2015 | nicht qualifiziert (3. Qualifikationsrunde)                          | nicht qualifiziert (3. Qualifikationsrunde)                          | nicht qualifiziert (3. Qualifikationsrunde)                          | nicht qualifiziert (3. Qualifikationsrunde)                          | nicht qualifiziert (3. Qualifikationsrunde)                          | nicht qualifiziert (3. Qualifikationsrunde)                          | nicht qualifiziert (3. Qualifikationsrunde)                          |
| 2019 | nicht qualifiziert (4. Qualifikationsrunde)                          | nicht qualifiziert (4. Qualifikationsrunde)                          | nicht qualifiziert (4. Qualifikationsrunde)                          | nicht qualifiziert (4. Qualifikationsrunde)                          | nicht qualifiziert (4. Qualifikationsrunde)                          | nicht qualifiziert (4. Qualifikationsrunde)                          | nicht qualifiziert (4. Qualifikationsrunde)                          |
| 2023 | nicht qualifiziert (Rugby Europe Championship (2021 und 2022))       | nicht qualifiziert (Rugby Europe Championship (2021 und 2022))       | nicht qualifiziert (Rugby Europe Championship (2021 und 2022))       | nicht qualifiziert (Rugby Europe Championship (2021 und 2022))       | nicht qualifiziert (Rugby Europe Championship (2021 und 2022))       | nicht qualifiziert (Rugby Europe Championship (2021 und 2022))       | nicht qualifiziert (Rugby Europe Championship (2021 und 2022))       |
| 2027 | nicht qualifiziert (Rugby Europe International Championship 2024/25) | nicht qualifiziert (Rugby Europe International Championship 2024/25) | nicht qualifiziert (Rugby Europe International Championship 2024/25) | nicht qualifiziert (Rugby Europe International Championship 2024/25) | nicht qualifiziert (Rugby Europe International Championship 2024/25) | nicht qualifiziert (Rugby Europe International Championship 2024/25) | nicht qualifiziert (Rugby Europe International Championship 2024/25) |
| 2031 | noch ausstehend                                                      | noch ausstehend                                                      | noch ausstehend                                                      | noch ausstehend                                                      | noch ausstehend                                                      | noch ausstehend                                                      | noch ausstehend                                                      |

### Europameisterschaft
An der Europameisterschaft nimmt die niederländische Mannschaft seit Gründung des Wettbewerbs teil, meist in der zweiten Division.

### Weitere Test Matches
Aufgrund der späten Etablierung unternahmen die Niederlande während der Amateurära kaum Touren nach alter Tradition, da sie um das Jahr 2000 zum Erliegen kamen. Heute stehen für Test Matches gegen Teams der südlichen Hemisphäre jedes Jahr zwei Zeitfenster zur Verfügung: Die Mid-year Internationals im Juni und die End-of-year Internationals im November. Im Gegensatz zu den meisten anderen Rugbynationen spielen die Niederlande dabei jedoch um keine Trophäen gegen ihre Gegner.

## Spieler

### Aktueller Kader
Die folgenden Spieler bildeten den Kader für die Rugby Europe International Championships 2024/25:
| Spieler             | Position         | Verein                          |
| ------------------- | ---------------- | ------------------------------- |
| Mark Coebergh       | Gedrängehalb     | Naarden                         |
| Boris Hadinegoro    | Gedrängehalb     | Aurillac                        |
| Amir Rademaker      | Gedrängehalb     | Den Haag                        |
| Max van Hilst       | Gedrängehalb     | Cardiff Metropolitan University |
| Ben Campbell        | Verbinder        | Den Haag                        |
| Willie Du Plessis   | Verbinder        | Mont-de-Marsan                  |
| Harry Leerentveld   | Verbinder        | Hoek van Holland                |
| Vikas Meijer        | Verbinder        | Cardiff Metropolitan University |
| Mees van Oord       | Verbinder        | DIOK                            |
| Will Edwards        | Innendreiviertel | DIOK                            |
| Thymo Peters        | Innendreiviertel | Racing 92                       |
| Christopher Raymond | Innendreiviertel | Nedlands                        |
| Oliva Sialau        | Innendreiviertel | The Dukes                       |
| Ilan Vaassen        | Innendreiviertel | Castricum                       |
| Sam van Beek        | Innendreiviertel | Breda                           |
| Kaj Verhoorn        | Innendreiviertel | Hoek van Holland                |
| Mees Voets          | Innendreiviertel | The Dukes                       |
| David Weersma       | Innendreiviertel | Den Haag                        |
| Bjorn Dolman        | Außendreiviertel | Den Haag                        |
| Daan van der Avoird | Außendreiviertel | Naarden                         |
| Quermy Warmerdam    | Außendreiviertel | Haarlem                         |
| Te Hauora Campbell  | Schlussmann      | Naarden                         |
| Peter Lydon         | Schlussmann      | Angoulême                       |
| Sem Verplancke      | Schlussmann      | DIOK                            |

| Spieler                      | Position             | Verein                          |
| ---------------------------- | -------------------- | ------------------------------- |
| Ross Bennie-Coulson          | Hakler               | Eemland                         |
| Robbie Coetzee               | Hakler               | Eemland                         |
| Tim de Jong                  | Hakler               | Aurillac                        |
| Taffy Kahembe                | Hakler               | Den Haag                        |
| Gabor Besuijen               | Pfeiler              | Dendermonde                     |
| Bilaal Egberts               | Pfeiler              | Eemland                         |
| Shane Fikken                 | Pfeiler              | Greystones                      |
| Delano Jansen van der Sligte | Pfeiler              | Eemland                         |
| Lars Linnenbank              | Pfeiler              | Garryowen                       |
| Odin Ruijgrok                | Pfeiler              | Rotterdam                       |
| Koen Bloemen                 | Zweite-Reihe-Stürmer | Aurillac                        |
| Louis Bruinsma               | Zweite-Reihe-Stürmer | Massy                           |
| Tommaso Fricano              | Zweite-Reihe-Stürmer | Richmond                        |
| Marijn Huis                  | Zweite-Reihe-Stürmer | Durham                          |
| Monty Leverstein             | Zweite-Reihe-Stürmer | Eemland                         |
| Spike Salman                 | Zweite-Reihe-Stürmer | Tarbes                          |
| Dennis van Dijken            | Zweite-Reihe-Stürmer | Cognac                          |
| Christopher van Leeuwen      | Zweite-Reihe-Stürmer | Niort                           |
| Jesse de Vries               | Flügelstürmer        | Canterbury                      |
| Melle Haanstra               | Flügelstürmer        | Steaua Bukarest                 |
| Mike Hansen                  | Flügelstürmer        | Cardiff Metropolitan University |
| Joris Smits                  | Flügelstürmer        | Haarlem                         |
| Wolf van Dijk                | Flügelstürmer        | Rotterdam                       |
| Toine van den Bos            | Flügelstürmer        | Den Haag                        |
| Oliver White                 | Flügelstürmer        | Den Haag                        |
| Stijn Albers                 | Nummer Acht          | Naarden                         |

### Bekannte Spieler
Bisher ist noch kein niederländischer Spieler in die World Rugby Hall of Fame aufgenommen worden.

### Spielerstatistiken
Nachfolgend sind die wichtigsten Statistiken aufgelistet, die Spieler der Niederlande betreffen. Die mit * markierten Spieler sind noch aktiv und können sich weiter verbessern.
(Stand: März 2025)
| Rang | Name               | Zeitraum  | Spiele |
| ---- | ------------------ | --------- | ------ |
| 01   | Tim Schumacher     | 1998–2002 | 14     |
| 02   | Gijs van der Pol   | 1997–2002 | 13     |
| 03   | Sylvester Ramaker  | 1998–2002 | 11     |
| 04   | Gerry Viguurs      | 1998–2001 | 11     |
| 05   | Reuben Bijl        | 2000–2002 | 10     |
| 06   | Alex Kuipers       | 1999–2002 | 10     |
| 07   | Patrick Brooijmans | 2000–2002 | 09     |
| 08   | James Keulemans    | 2001–2002 | 09     |
| 09   | Mark Springer      | 2000–2002 | 08     |
| 10   | Nico van Hierden   | 2001–2002 | 08     |

| Rang | Name              | Zeitraum  | Punkte |
| ---- | ----------------- | --------- | ------ |
| 01   | Hans Kuijer       | 1997–2002 | 41     |
| 02   | Gijs van der Pol  | 1997–2002 | 40     |
| 09   | Caine Elisara     | 1997–2000 | 25     |
| 04   | Duncan Hannay     | 2000–2000 | 17     |
| 05   | Gerry Viguurs     | 1998–2001 | 15     |
| 06   | Bas Kasteel       | 1980–1980 | 11     |
| 07   | Tim Schumacher    | 1998–2002 | 10     |
| 08   | Krijn de Schutter | 2001–2001 | 09     |
| 09   | Gijs Meek         | 2001–2002 | 05     |
| 10   | Cyril Breinburg   | 2002–2002 | 05     |

| Rang | Name             | Zeitraum  | Versuche |
| ---- | ---------------- | --------- | -------- |
| 01   | Gijs van der Pol | 1997–2002 | 8        |
| 02   | Caine Elisara    | 1997–2000 | 5        |
| 03   | Tim Schumacher   | 1998–2002 | 2        |
| 04   | Cyril Breinburg  | 2002–2002 | 1        |
| 05   | James Keulemans  | 2001–2002 | 1        |
| 06   | Alex Kuipers     | 1999–2002 | 1        |
| 07   | Rik Lips         | 1998–2002 | 1        |
| 08   | Arnold Michel    | 1980–1980 | 1        |
| 09   | Peter Philpott   | 2000–2002 | 1        |
| 10   | Kyle Staats      | 2000–2001 | 1        |

## Trainer
Folgende Personen waren Trainer der niederländischen Nationalmannschaft:
| Name                    | Jahre     |
| ----------------------- | --------- |
| Geoff Old               | 1997–2000 |
| Robbie Allen            | 2001–2004 |
| Alex O’Dowd             | 2004      |
| Iain Krysztofiak        | 2005–2006 |
| Eric Hangeveld          | 2007      |
| Robin Raphael           | 2008      |
| Hugues Dispas           | 2009      |
| Robin Raphael (interim) | 2009      |
| Hugues Dispas           | 2009–2010 |
| Jean Bidal              | 2010–2011 |
| Silvester Ramaker       | 2011      |
| Alex Chang              | 2011–2016 |
| Gareth Gilbert          | 2016–2019 |
| Zane Gardiner           | 2019–2022 |
| Dick Muir (interim)     | 2022      |
| Lyn Jones               | seit 2022 |